# Onda Cero
Onda Cero est la troisième station de radiodiffusion généraliste d'Espagne (en nombre d'auditeurs). Elle possède 220 stations et constitue une filiale du groupe Atresmedia.
Son président est Javier González Ferrari.
Elle fut la propriété de ONCE jusqu'en 1999, date à laquelle Telefónica racheta la station. En s'associant avec Antena 3 elle forme un groupe de communication qui appartient au groupe Planeta DeAgostini, et Telefónica y maintient une partie de ses actions.

## Audience
Onda Cero connait une érosion régulière de son audience depuis 2002. Deuxième station généraliste nationale en 2000, elle devient troisième, avant de retrouver sa place en 2009. 
|                                                            | 2000  | 2001  | 2002  | 2003  | 2004  | 2005  | 2006  | 2007  | 2008  | 2009  |
| ---------------------------------------------------------- | ----- | ----- | ----- | ----- | ----- | ----- | ----- | ----- | ----- | ----- |
| Audience en milliers d'auditeurs                           | 2 240 | 2 443 | 2 157 | 2 017 | 1 980 | 1 719 | 1 698 | 1 726 | 1 844 | 1 974 |
| Source : Estudio General de Medios, résumés de 2000 à 2009 |       |       |       |       |       |       |       |       |       |       |

## Programmes de radio

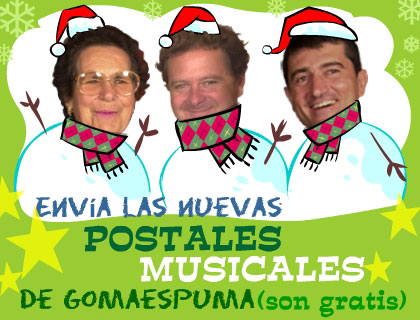
Image de Cándida Villar, Juan Luis Cano (centre) et Guillermo Fesser sur une carte postale

- Herrera en la onda: émission matinale de 6 heures du matin à 12h30 d'information et de divertissement
- Gomaespuma: émission sur divers sujets
- La brújula: sur l'actualité, l'économie et la politique, de 20 heures à minuit
- Noticias mediodía
- La Rosa de los Vientos: émission nocturne(1 heure à 4 heures du matin) née en 1997 et traitant de divers sujets
- Al primer toque: diffusée depuis 2003 cette émission est consacrée au sport
- No son horas: programme diffusé de 4 heures à 6 heures du matin
- Te doy mi palabra
- Radioestadio: émission sportive de 20h50 à 23 heures
- Gente viajera
- A ver si te atreves
- Como el perro y el gato

## Directions
- Direction de l'information: Julián Cabrera
- Direction Nationale: Juan de Dios Colmenero, José Ramón Arias, Arantza Martín, Eva Llamazares y Bárbara Ruiz.
- Direction internationale: Ángel Gonzalo y Beatriz Ramos Puente.
- Direction de la société: Francisco Paniagua, Cristina Rovirosa, Elena González y Marta Morueco.
- Direction économique: Ignacio Rodríguez Burgos, Patricia Gijón, David Robles y David Gabás.